# Wilson S. Bissell
Pour les articles homonymes, voir Bissell.
Wilson Shannon Bissell, né le 31 décembre 1847 à New London (État de New York) et mort le 6 octobre 1903 à Buffalo (État de New York), est un homme politique américain. Membre du Parti démocrate, il est Postmaster General des États-Unis entre 1893 et 1895 dans la seconde administration du président Grover Cleveland.

## Biographie
Il est chancelier de l'université de Buffalo entre 1902 et 1903.

## Source
- (en) Cet article est partiellement ou en totalité issu de l’article de Wikipédia en anglais intitulé « Wilson S. Bissell » (voir la liste des auteurs).